# Отдельный отряд Сечевых стрельцов Украинской державы
Отдельный отряд Сечевых стрельцов (О.о. С.с. Укр.д.) — воинская часть вооружённых сил Украинской державы во время Гражданской войны в России.

## Предыстория
1918 год
После прихода к власти правительства под руководством гетмана П. П. Скоропадского полк Сечевых стрельцов войск У. Н.Р. 30 апреля 1918 был окружён в своих казармах германскими войсками и разоружён. Большинство стрельцов поступили на службу в Армию Украинской державы (Украинского государства), где из них сформировали курень (командир куреня сотник Р.Сушко), вошедший в состав 2-го Запорожского пешего полка Отдельной Запорожской дивизии.

## История
В августе гетман П. П. Скоропадский после переговоров с делегацией бывших стрельцов, а в то время его подданных казаков-запорожцев, в составе Е. В. Коновальца, А. А. Мельника, М. Ф. Матчака, В. Кучабского согласился на формирование самостоятельной стрелецкой части.

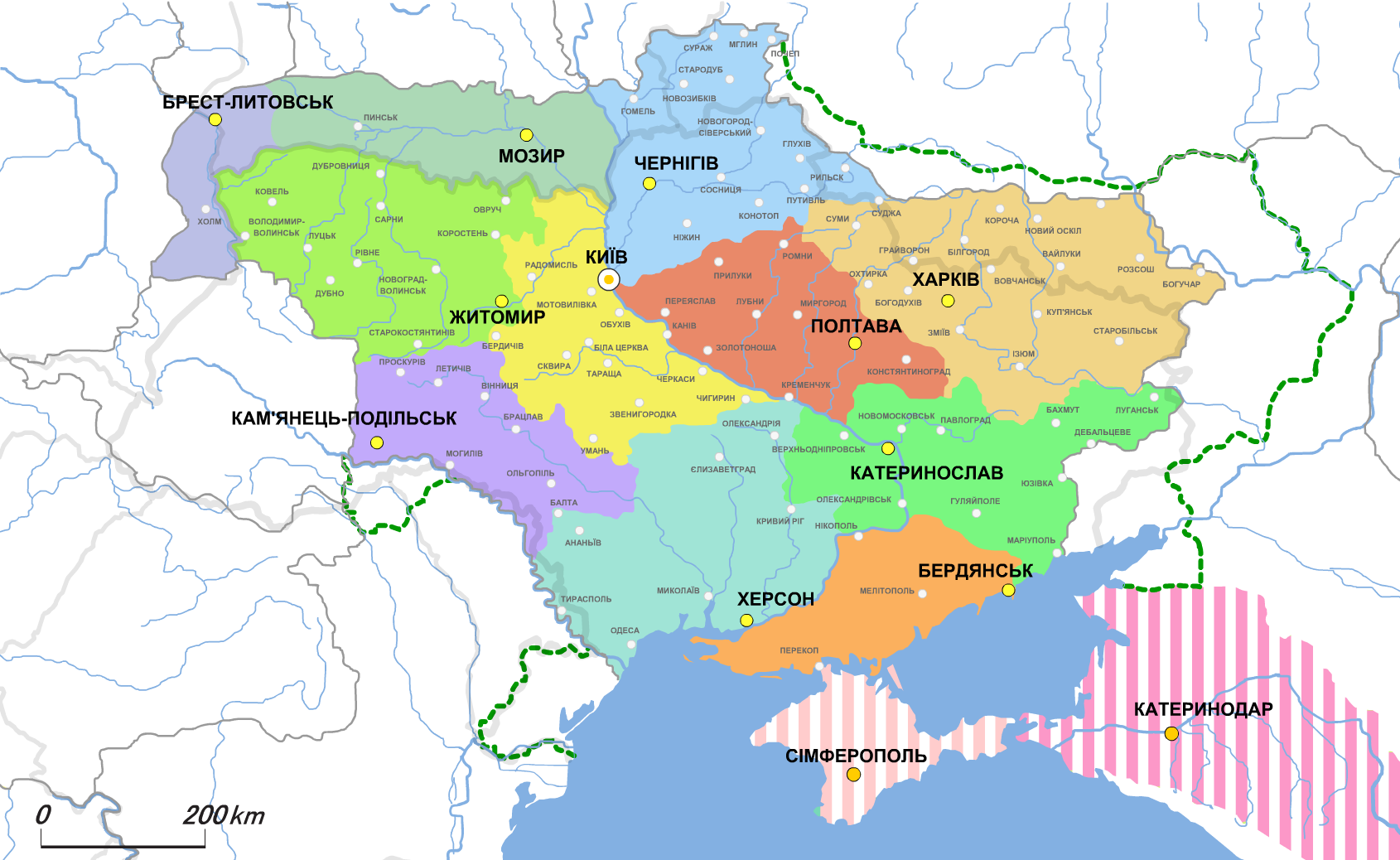
Административно-территориальное деление. Зелёная пунктирная линия — территориальные претензии.

23 августа гетман П. П. Скоропадский издал Указ о создании «Отдельного отряда Сечевых стрельцов». Местом пребывания отряда определён г.Белая Церковь (волосной н.п. Васильковского уезда Киевской губернии, н.п. в км от г. Киева), в составе Армии Украинской державы Отдельного отряда «сечевых стрельцов» численностью до 900 чел. Командиром отряда назначен Е. М. Коновалец.
Военнослужащие поступавшие на службу принимали Присягу на верность Украинской державе в соответствии с Законом об утверждении Присяги от 30 мая 1918. Им также зачитывался Закон о военной подсудности. Старшинам (офицерам) и козакам (рядовым) отряда присваивались воинские звания государства.

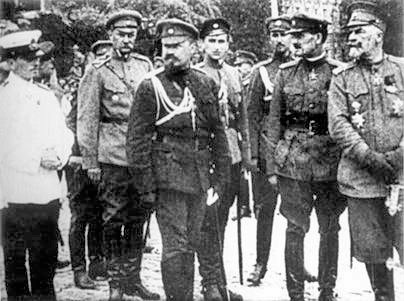
Служащие военного министерства Украинской Державы — полковник Николай Лаврентьевич Максимов (крайний слева, в белой форме) и военный министр генеральный бунчужный Александр Францевич Рагоза (крайний справа).

В ноябре О.о. С.с. Укр.д. имел состав:
- 1-й полк (курень) (командир Р. Сушко)

- 1, 2, 3, 4-я роты (сотни)

- Пулемётная рота (сотня скорострелов) (командир Ф. Черник)
- Артиллерийская батарея (пушечная батарея) (командир Р. Дашкевич)
- Эскадрон (сотня) конной разведки (командир Ф. Борис)
- Школа подстаршин (унтер-офицеров) (командир В. Чорный)
- Тыловое подразделение (кош материального обеспечения) (командир А. Домарадский)
- Штабная рота (булавная сотня) (командир Д. Герчановский)

Всего 59 старшин и 1187 козакив, из них боевой состав 46 старшин и 816 козакив.
9 ноября Германская империя революционными гражданами провозглашена республикой. (см. Ноябрьская революция в Германской империи) Для правительства Украинского Государства это событие предвещало ослабление власти.
11 ноября завершилась Первая мировая война. Германская империя прекратила существование в результате Ноябрьской революции.
Командование О.о. С.с. Укр.д., несмотря на данную присягу о верности, было настроено оппозиционно по отношению к правительству страны и лично к её руководителю гетману П. П. Скоропадскому. Е. М. Коновалец согласился объединить усилия с руководителями Украинского национального союза, готовившими восстание.
В ночь с 13 на 14 ноября в г. Белая Церковь создаётся Директория с целью свержения власти германского командования и власти правительства Украинской державы во главе с гетманом П. П. Скоропадским. Директория состояла из пяти членов, председателем избран в составе В. К. Винниченко.
Первой воинской частью государства, которая предала правительство и перешла на сторону мятежников, был О.о. С.с. Укр.д.
14 ноября гетман П. П. Скоропадский объявил Акт федерации, которым он обязывался объединить Украину с будущим (небольшевистским) российским государством.
15 ноября находясь в Белой Церкви, председатель Директории В. К. Винниченко объявил о начале вооружённого восстания Директории и примкнувшего к ней О.о. С.с. Укр.д. под командованием Е. М. Коновальца.
Командир Отдельного корпуса железнодорожной охраны Укр.д. генерал-майор
А. В. Осецкий стал одним из первых военачальников, поддержавших антиправительственное восстание, фактически возглавил военный штаб восстания, использовал подчинённые ему силы железнодорожников для поддержки мятежников, что затем способствовало их успеху.
15 ноября генерал-майор А. В. Осецкий назначен наказным атаманом (командующим войсками) и, одновременно, начальником Генерального штаба войск Директории.
16 ноября началось антигетманское восстание против власти германского оккупационного командования, правительства Украинской державы и лично гетмана П. П. Скоропадского.
16 ноября в Белой Церкви одна пешая рота О.о. С.с. Укр.д. разоружила отдел Государственной Стражи. Здесь же в Белой Церкви железнодорожный поезд мятежниками сечевиками был наскоро превращён в бронепоезд и вечером отправлен в г. Фастов. Это было начало наступления из г. Белая Церковь на г.Киев. Первый ж.д. эшелон-бронепоезд, остановился в двух километрах от ж.д. станции Фастов, стрельцы добрались до неё пешком и застав врасплох гетманцев-сердюков, заняли без боя ж.д. станцию, при этом сечевики стрельцы взяли в плен часть сердюков.
- Фастов — волосной н.п. Васильковского уезда Киевской губернии в 64 км (по железной дороге) к юго-западу от г. Киева, на реке Унава (приток Ирпеня).

В ночь с 16 на 17 ноября в г. Конотопе власть захватил также предавший правительство полковник Палий, возглавивший 3-й стрелецко-казацкий полк 1-й стрелецко-казацкой дивизии Укр.д.. Стрельцы-козакы начали распространять свою власть на города Бахмач, Нежин, Чернигов.
В ночь с 17 на 18 ноября в г. Харькове власть Директории провозгласил также предавший правительство П. Ф. Болбочан, опиравшийся на часть войск Отдельной Запорожской дивизии Укр.д..
Весть о начавшемся восстании разлеталась по стране. В армии произошёл раскол и началась «Украинская гражданская война». Гражданская война на Украине грозила смести ещё одну власть. Отдельная Сердюкская дивизия, русские офицерские дружины и подразделения Государственной Стражи оставались последней военной опорой гетмана в Киеве.
Главнокомандующий войсками в Украинском государстве с подчинением ему гражданских властей князь генерал-лейтенант А. Н. Долгоруков для отражения наступления восставшего О.о. С.с. Укр.д. решил выдвинуть из Киева Отряд войск армии Украинской державы под командованием князя генерал-майора Святополка-Мирского, в состав которого входили: 1-я дружина Особого корпуса (600 офицеров-пехотинцев), командир дружины генерал-майор Святополк-Мирский; 1-й дивизион Лубенского сердюкского конно-казачьего полка (200 конных козаков) Отдельной Сердюкской дивизии; 4-й сердюцкий пеший полк (700 пеших козаков), командир полка полковник Босенко, Отдельной Сердюкской дивизии; Бронепоезд. Всего чуть более 1 500 человек.
Ночью с 17 на 18 ноября Отряд войск армии Украинской державы (далее Отряд Укр.д.) прибыл на ж.д. станцию Васильков (уездный город Васильковского уезда Киевской губернии и станция в 25 км к югу от г. Киева). Узнав, что соседняя в 9 км ж.д. станция Мотовиловка (волосной н.п. Васильковского уезда Киевской губернии, севернее Фастова, см. Боровая (Киевская область)) занята сечевыми стрельцами, генерал-майор Святополк-Мирский утром 18 ноября решил атаковать станцию.
18 ноября в 7.00 свою ударную часть, 1-ю дружину, генерал-майор Святополк-Мирский отправил в направлении ж.д. ст. Мотовиловка пешком кратчайшим путём вдоль железной дороги, в сопровождении бронепоезда. Слева от ж.д. путей через лес, в направлении с. Солтановка шли козакы-сердюки 4-го сердюкского пешего полка и справа от ж.д. путей по полям, в направлении с. Плисецкое шли козакы-сердюки 4-го сердюкского пешего полка, к которым были добавлены небольшие офицерские отряды из отделов полка. Две сотни 1-го дивизиона Лубенского сердюкского конно-козацкого полка оставались в резерве, возле хутора Хлибча.
Большая часть О.о. С.с. Укр.д.была сосредоточена на ж.д. ст. Мотовиловка. Он состоял из командования, 1-й роты стрельцов под командованием И. Рогульского, 2-й роты стрельцов под командованием О. Думина, 3-й роты стрельцов под командованием Н. Загаевича, 4-й роты стрельцов под командованием М. Маренина, первого ж.д. эшелона-бронепоезда (вооружённого 4 пулемётами и пушкой) под командованием командира артиллерийской батареи Р. Дашкевича — всего 59 старшин и 1187 козаков.
Впереди О.о. С.с. Укр.д. находился авангард под командованием командира пулемётной роты Ф. Черника, который состоял из 3-й роты стрельцов под командованием Н. Загаевича, взвода (четы) под командованием Романа Харамбура из 2-й роты стрельцов, первого ж.д. эшелона-бронепоезда под командованием Р. Дашкевича — всего около 300 стрельцов-пехотинцев, 5 пулемётов и 1 орудие.
Ф. Черник не дожидаясь подкреплений решает атаковать ж.д. станцию Васильков. Стрельцы имели следующий план: одна половина 3-й роты, имея два пулемёта, под руководством Н. Загаевича должна была наступать справа от железной дороги через лес и через хутор Хлибча, другая половина 3-й роты, имея 45 стрельцов и пулемёт, должна была наступать слева по полю, а в центре боевого порядка по железной дороге под командой самого Ф. Черника должен был идти эшелон-бронепоезд в сокращённом составе (паровоз и два вагона), с 15-ю стрельцами, двумя пулемётами и пушкой Р. Дашкевича. При каждой группе находились по несколько стрельцов-конников для связи, ещё два конника ехали в дозоре впереди бронепоезда.
18 ноября в 8.00 сечевые стрельцы двинулись к ж.д. ст. Мотовиловка, куда уже шли от ж.д. ст. Васильков гетманцы.
Около 9.00, на гетманском бронепоезде заметили приближение стрелецкого поезда-бронепоезда и выпустили по нему несколько снарядов шрапнели. Отряд Укр.д. перестроился в три цепи и, достигая края леса, двинулся вперёд, обстреливая стрелецкий бронепоезд. Стрелецкий сотник Ф. Черник выслал конных связных в свои группы с приказом вернуться к поезду-бронепоезду, а свой небольшой отряд с двумя пулемётами, высадил из бронепоезда, и открыл по офицерам-гетманцам ружейно-пулемётный огонь. Туда же был направлен и огонь пушки Р. Дашкевича. Офицеры несколько раз атаковали стрельцов, но понесли значительные потери и залегли, окопались, открыли сильный пулемётный огонь, сдерживая поезд-бронепоезд стрельцов, они рассчитывали на помощь сердюков на обоих флангах.
Однако сердюки правого гетманского фланга, не имея боевого опыта, вместо того, чтобы охватывать фланг стрельцов, залегли вместе с офицерами.
Но на левом гетманском фланге сердюки, которые шли через лес на с. Солтановку, перестроились в многочисленные цепи, настойчиво охватывая стрельцов. Против них вели ружейный огонь лишь 12 стрельцов, пытаясь сдержать наступление. Гетманский бронепоезд сосредоточил артиллерийский огонь на поезде-бронепоезде стрельцов, поэтому и пушка Р. Дашкевича, была вынуждена, вместо того, чтобы помогать пешим стрельцам, вести ответный огонь, сдерживая его на дистанции от позиций стрельцов. Во время боя никакой связи с группой Н. Загаевича, наступавшей на правом фланге, не было. Когда связной от Ф. Черника в конце концов наткнулся на затерянную в дебрях полуроту, Н. Загаевич делил свою полуроту ещё на две части. Меньшая, с ним самим во главе, повернула к поезду-бронепоезду Ф. Черника, большая, под командой Степана Козака, продолжила движение на хутор Хлибча. Вскоре Н. Загаевич наталкивается в лесу на сердюкский отряд, шедший к железной дороге во фланг стрельцам Ф. Черника и вступает в бой. В этом бою вся меньшая часть полуроты погибает вместе со своим командиром 3-й роты Н. Загаевичем, только двум стрельцам удаётся с помощью ручных гранат выйти из боя живыми.
Услышав стрельбу, Степан Козак разворачивает свою большую часть полуроты и в скором времени оказывается позади гетманцев. Идя на помощь отряда Ф. Черника, стрельцы дважды встречают гетманские отряды и дважды неожиданными атаками с тыла истребляют их, практически уничтожив весь гетманский левый фланг.
Однако общая ситуация на железной дороге становится для авангарда сечевых стрельцов критической. Их позиции обстреливали пулемёты 1-го Офицерского полка и бронепоезд. Удачей стало прямое попадание из стрелецкой пушки Р. Дашкевича в гетманский бронепоезд, получивший повреждение. У стрельцов заканчивались патроны, погиб командир авангарда Ф. Черник. Офицерская дружина уже шла в наступление в штыки.
Именно в этот критический момент по железной дороге к авангарду стрельцов подоспела помощь с ж.д. станции Мотовиловка на стрелецком поезде со взводом 2-й роты стрельцов, четырьмя пулемётами и пушкой, под командованием командира 1-го полка Р. Сушко. Под огнём шести пулемётов и артиллерийской шрапнели офицеры-гетманцы были вынуждены снова залечь в поле. На левый стрелецкий фланг тоже пришло подкрепление — полурота 2-й роты стрельцов под командованием командира 2-й роты О. Думина, а в центр — 1-я рота И. Рогульского. В качестве резерва заняла позиции 4-я рота М. Маренина.
Отряд Укр.д. пытается атаковать силами сердюков своего правого фланга, но безуспешно — они отступают, тогда как офицеры, лежат под стрелковым огнём в поле. Генерал-майор Святополк-Мирский бросает в бой сердюкские резервы, они спешно идут от ж.д. ст. Васильков, поддержанные бронепоездом. Однако стрелецкая пушка Р. Дашкевича ещё одним точным выстрелом значительно повредила гетманский бронепоезд и вынудила его окончательно выйти из боя.
Далее поезд-бронепоезд Р. Дашкевича с пушкой и пулемётами едет вперёд, врезается внутрь сердюцкого резерва, который пешком направлялся вдоль железнодорожного пути и практически уничтожает его оружейным огнём. Стрельцы по всему фронту двинулись в штыковую атаку. Сердюки на правом фланге разбежались, а 1-я офицерская дружина почти полностью погибла в неравном рукопашном бою. Последний резерв гетманцев — два эскадрона сердюков-конников, простояли всё время на хуторе Хлибча и покинули поле боя. Бой закончился около 15.00 18 ноября. На поле боя осталось более 600 убитых офицеров и козаков-сердюков из Отряда генерал-майора Святополка-Мирского, потери стрельцов составили 17 человек убитыми и 22 тяжелоранеными. Под вечер стрельцы заняли ж.д. ст. Васильков. Разбитый 4-й сердюкский полк полковника Босенко отступил к Дарнице.
18 ноября германские войска покинули Киев. Защитники города поняли, что Киев гетману П. П. Скоропадскому не удержать.
18 ноября (или 19 ноября) обороной Киева руководили командующий всеми русскими добровольческими частями в Украинском государстве граф генерал от кавалерии Ф. А. Келлер и заместитель командующего князь генерал-лейтенант А. Н. Долгоруков.
Русские офицеры-добровольцы входили в состав Особого корпуса под командованием генерал И. Ф. Буйвида и Сводного корпуса Национальной гвардии под командованием генерала Л. Н. Кирпичёва (в состав последнего корпуса входила Киевская офицерская добровольческая дружина).
За 19 — 20 ноября О.о. С.с. Укр.д. занял Глеваху, Гатное, Юровку под г. Киевом.
20 ноября у поселения Красного трактира на Старом Васильковском шоссе Лубенский Сердюкский конно-казачий полк во главе с командиром полка полковником Ю. Отмарштейном предал гетмана и перешёл на сторону Директории. Сработала агитационная работа, в которой отличился полковой священник Матиюк.
21 ноября мятежные войска Директории взяли Киев в осаду. После длительных переговоров с германским командованием стороны пришли к договорённости, что мятежники не будут препятствовать выводу германских войск из Киева.
20 — 21 ноября против обороняющихся правительственных войск под г. Киев из г. Бердичева прибывали подразделения Отдельного Черноморского коша Украинской державы. Артиллерия О.о. С.с вела обстрел южных районов Киева. Стрельцы наступали. Молодые сердюки в обороне держались хорошо, были отдельные случаи перехода на сторону Директории из-за нескольких недостойных подпрапорщиков.
Вместе с сердюками столицу защищали некоторые верные украинские войска и русские офицеры-добровольцы Киевской офицерской добровольческой дружины из Сводного корпуса Национальной гвардии под командованием генерала Л. Н. Кирпичёва, которые обороняли город на линии «Юрьевка-Крюковщина-Жуляны-Красный Трактир».
21-22-23 ноября происходили особенно ожесточённые бои, во время которых обе стороны понесли большие потери.
К 22 ноября мятежники захватили Юрьевку, отбили наступление правительственных войск на Жуляны, захватили село Крюковщину и в особо ожесточённой борьбе заняли ж.д. станцию Жуляны.
23 ноября ожесточённые бои продолжались. Упорство обороняющихся защитников-киевлян заставило мятежников остановиться по всему фронту. Бои на линии «Жуляны-Юрьевка» были подготовкой общего наступления войск Директории.
Молодые казаки-сердюки были основной силой в защите Киева, но они терпели постоянные поражения в боях со стрельцами. Сердюки не имели того богатого военного опыта, который имели стрельцы-фронтовики 1-й мировой войны. Сечевые стрельцы часто выбивали штыковой атакой целые сердюкские сотни и курени с их позиций, а сами при этом имели незначительные потери. Кроме того известие об измене и переходе на сторону мятежников командира конных сердюков полковника Ю. Отмарштайна подломило дух всей Сердюкской дивизии. Наименее сознательные казаки среди сердюков переходили к сечевым стрельцам, а бессознательные попросту дезертировали домой.
24 ноября на ж.д. станции Калиновка под местечком Бахмачем Конотопского уезда Черниговской губернии (местечко в 35 км к западу от уездного города Конотопа, близ истоков реки Борозны, при пересечении Курско-Киевской и Либаво-Роменской ж. д.) сердюцкие и добровольческие офицерские части проиграли бой частям 1-й стрелецко-казацкой дивизии из-за чего был сдан Бахмач.
Директория считала, что решительное наступление на Киев заставит германское командование применить свои войска в обороне города, поэтому снова бросила в бой все силы. Бои шли и 25-28 ноября.
26 или 27 ноября генерал от кавалерии граф Ф. А. Келлер, из-за полного нежелания подчиняться гетману освобождён от должности главкома русскими добровольческими частями Украинского государства, а главнокомандующим русскими добровольческими частями назначен князь генерал-лейтенант А. Н. Долгорукий.
29 ноября, согласно договорённости между представителями штаба Директории и германского командования об остановке и отводе украинских повстанческих войск из-под Киева, командир сечевых стрельцов отвёл войска на линию «Подгорцы-Глеваха». На этой линии стрелецкие части находились несколько недель.
За время спокойного противостояния Сердюкская дивизия разложилась окончательно и потеряла боеспособность.
14 декабря утром войска Директории перешли в атаку и через Борщаговку, Соломенку и Куренёвку и, успешно наступая, вошли в город.
14 декабря добровольческие части оставили фронт и бросились в Киев. За ними следом, не вступая в бой, шли украинские части армии Украинской державы. Бойцы Киевской офицерской добровольческой дружины скопились у здания Педагогического музея Первой гимназии (музей, где собирались работы гимназистов), где вынуждены были сдаться.
В городе началась охота на людей, потекли потоки крови… На улицах шла настоящая охота за офицерами, их безжалостно расстреливали, оставляя лежать на мостовых…
Непродолжительная «Украинская гражданская война 16 ноября — 14 декабря 1918 года» завершилась, 14 декабря гетман П. П. Скоропадский отдал приказ о демобилизации защитников Киева и отрёкся от власти. Правительство передало полномочия Городской Думе и Городской Управе. Отдельный отряд Сечевых стрельцов Украинской державы также перестал существовать.

## Полное наименование
Отдельный отряд Сечевых стрельцов

## Подчинение
23 августа — 16 ноября 1918: военный министр генеральный бунчужный А. Ф. Рагоза

## Командование
- Е. М. Коновалец, командир отряда, (23.08 — 16 ноября 1918).

## Другие командиры
- Штабная сотня — командир Д. Герчановский (до 16 ноября 1918)
- 1-й курень — командир Р. Сушко (до 16 ноября 1918)

- 1-я сотня — командир Иван Рогульский (до 16 ноября 1918)
- 2-я сотня — командир Осип Думин (до 16 ноября 1918)

- чета из 2-й сотни стрельцов под командованием Романа Харамбура

- 3-я сотня — командир Николай Загаевич (до 16 ноября 1918)
- 4-я сотня — командир Мирон Маренин (до ноября 1918)

- Пулемётная сотня — командир сотник Ф. Черник (до 16 ноября 1918)
- Пушечная батарея — командир Роман Дашкевич (до 16 ноября 1918)
- Сотня конной разведки — командир Ф. Борис (до 16 ноября 1918)
- Школа подстаршин — командир В. Чорный (до 16 ноября 1918)
- Тыловое подразделение — командир А. Домарадский (до 16 ноября 1918)

## Состав
На ноябрь 1918:
- Командование (Штаб)
- Штабная сотня (булавная сотня)
- 1-й курень:

- 1-я сотня стрельцов
- 2-я сотня стрельцов
- 3-я сотня стрельцов
- 4-я сотня стрельцов

- Пулемётная сотня (сотня скорострелов)
- Пушечная батарея
- Сотня конной разведки
- Школа подстаршин (школа унтер-офицеров)
- Тыловое подразделение (кош материального обеспечения)